# René Reinicke
René Reinicke (Strenznaundorf (ma Könnern része), 1860. március 22. – Steingaden, 1926. július 9.) német festőművész és illusztrátor. Weimarban, Düsseldorfban és Münchenben tanult, később számos ismert szecessziós lap illusztrátora volt.